# Banguntapan
Banguntapan ist ein Distrikt (Kecamatan) im Regierungsbezirk (Kabupaten) Bantul der Sonderregion Yogyakarta im Süden der Insel Java. Der Binnen-Kecamatan liegt im Norden des Kabupaten und zählte Ende 2021 113.684 Einwohner auf 29,21 km² Fläche.

## Geographie
Banguntapan hat folgende Kecamatan als Nachbarn (Reihenfolge im Uhrzeigersinn):
| Richtung0000 | Name Kec.  | Kabupaten       | Provinz |
| Norden       | Depok      | Sleman          | DIY*    |
| Osten        | Berbah     | Sleman          | DIY*    |
| Südosten     | Piyungan   | Bantul          | DIY*    |
| Süden        | Pleret     | Bantul          | DIY*    |
| Südwesten    | Sewon      | Bantul          | DIY*    |
| Westen       | Kotagede   | Kota Yogyakarta | DIY*    |
| Westen       | Umbulharjo | Kota Yogyakarta | DIY*    |

* D.I.Yogyakarta

## Verwaltungsgliederung
Der Kecamatan (auch Kapanewon genannt) gliedert sich in acht ländliche Dörfer (Desa, auch Kalurahan genannt):
| PUM-Code 1    | Desa             | Fläche (km²) | Bevölkerung zur Volkszählung 2 | Bevölkerung zur Volkszählung 2 | Bevölkerung zur Volkszählung 2 | Bevölkerung zur Volkszählung 2 | Bevölkerung zur Volkszählung 2 | Bevölkerung zur Volkszählung 2 | Padu- kuhan 4 | RT 5 |
| PUM-Code 1    | Desa             | Fläche (km²) | 002000                         | 002010                         | Männer                         | Frauen                         | 002020                         | Dichte 3                       | Padu- kuhan 4 | RT 5 |
| ------------- | ---------------- | ------------ | ------------------------------ | ------------------------------ | ------------------------------ | ------------------------------ | ------------------------------ | ------------------------------ | ------------- | ---- |
| 34.02.12.2001 | Baturetno        | 3,94         | 11.955                         | 16.564                         | 8.880                          | 8.891                          | 17.771                         | 4.510,4                        | 8             | 94   |
| 34.02.12.2002 | Banguntapan      | 8,33         | 35.625                         | 48.511                         | 20.489                         | 21.039                         | 41.528                         | 4.985,4                        | 11            | 209  |
| 34.02.12.2003 | Jagalan          | 0,27         | 3.018                          | 3.270                          | 1.481                          | 1.524                          | 3.005                          | 11.129,6                       | 2             | 25   |
| 34.02.12.2004 | Singosaren       | 0,67         | 2.854                          | 4.337                          | 2.285                          | 2.236                          | 4.521                          | 6.747,8                        | 3             | 18   |
| 34.02.12.2005 | Jambidan         | 3,76         | 7.036                          | 8.877                          | 5.764                          | 5.789                          | 11.553                         | 3.072,6                        | 7             | 54   |
| 34.02.12.2006 | Potorono         | 3,90         | 8.895                          | 12.299                         | 7.408                          | 7.542                          | 14.950                         | 3.833,3                        | 9             | 84   |
| 34.02.12.2007 | Tamanan          | 3,75         | 9.286                          | 12.954                         | 7.414                          | 7.388                          | 14.802                         | 3.947,2                        | 9             | 52   |
| 34.02.12.2008 | Wirokerten       | 3,86         | 9.768                          | 13.203                         | 8.147                          | 8.318                          | 16.465                         | 4.265,5                        | 8             | 67   |
| 34.02.12      | Kec. Banguntapan | 28,48        | 88.437                         | 120.015                        | 61.868                         | 62.727                         | 124.595                        | 4.374,8                        | 57            | 603  |

## Demographie
Grobeinteilung der Bevölkerung nach Altersgruppen (zum Zensus 2020)
| Altersgruppen | 00Männer | 00Frauen | zusammen |
| ------------- | -------- | -------- | -------- |
| 0 – 14        | 14.470   | 14.097   | 28.567   |
| 15 – 64       | 43.276   | 44.087   | 87.363   |
| 65+           | 4.122    | 4.543    | 8.665    |
| gesamt        | 61.868   | 62.727   | 124.595  |
| anteilig (%)  |          |          |          |
| 0 – 14        | 23,39    | 22,47    | 22,93    |
| 15 – 64       | 69,95    | 70,28    | 70,12    |
| 65+           | 6,66     | 7,24     | 6,95     |

### Bevölkerungsentwicklung
In den Ergebnissen der sieben Volkszählungen seit 1961 ist folgende Entwicklung ersichtlich:
| Einheit/Jahr     | 1961         | 1971         | 1980         | 1990         | 2000         | 2010         | 2020         |
| ---------------- | ------------ | ------------ | ------------ | ------------ | ------------ | ------------ | ------------ |
| Kec. Banguntapan | 37.733       | 43.958       | 56.335       | 71.727       | 88.437       | 120.015      | 124.595      |
| Anteil in %      | 7,56         | 7,73         | 8,88         | 10,29        | 11,32        | 13,17        | 12,64        |
| Kab. Bantul      | 499.163      | 568.627      | 634.442      | 696.905      | 781.013      | 911.503      | 985.770      |
| Sonderregion DIY | 00 2.231.062 | 00 2.487.177 | 00 2.750.025 | 00 2.912.611 | 00 3.120.478 | 00 3.457.491 | 00 3.66.8719 |